# هدبان (فطر)
الهدبان[بحاجة لمصدر] (الاسم العلمي: Tricholoma) هو جنس من الفطريات يتبع الفصيلة الهدبانية من رتبة الغاريقونيات.